# Vilangudi
Vilangudi is een panchayatdorp in het district Madurai van de Indiase staat Tamil Nadu. 

## Demografie
Volgens de Indiase volkstelling van 2001 wonen er 21.073 mensen in Vilangudi, waarvan 50% mannelijk en 50% vrouwelijk is. De plaats heeft een alfabetiseringsgraad van 83%.